# Barranc de la Fou (Conca de Barberà)
El barranc de la Fou és un curs d'aigua de la Conca de Barberà, de breu recorregut (menys de 2 km), que neix als plans de Rocamora de les aigües de la Serra de la Savinosa, a uns 760 m d'altitud, al terme municipal de Pontils. Es dirigeix al nord-oest fins a arribar al torrent de Sant Magí, afluent del riu Gaià, al qual desemboca, a prop de Sant Magí de Brufaganya, a uns 680 m d'altitud.